# Dorett Hökel
Dorett Hökel (* 9. September 1963, verheiratete Dorett Riegel) ist eine deutsche Badmintonspielerin.

## Karriere
Dorett Hökel gewann nach zahlreichen Medaillen im Nachwuchsbereich auf regionaler und nationaler Ebene 1983 mit Silber ihre erste Medaille bei den nationalen Titelkämpfen der Erwachsenen im Damendoppel mit Mechtild Hagemann. Ein Jahr später wurde sie mit dem 1. DBC Bonn Dritte bei der deutschen Mannschaftsmeisterschaft. 1985 und 1986 verbesserte sich das Team auf den Silberrang. 1987 und 1988 gewann sie Bronze im Damendoppel, im letztgenannten Jahr auch Bronze im Mixed.

## Sportliche Erfolge
| Saison    | Veranstaltung                       | Disziplin   | Platz | Name |
| --------- | ----------------------------------- | ----------- | ----- | --- |
| 1974/1975 | Süddeutsche Einzelmeisterschaft U14 | Damendoppel | 1     | Dorett Hökel / S. Hökel (TV Pforzheim) |
| 1975/1976 | Deutsche Einzelmeisterschaft U14    | Damendoppel | 2     | Dorett Hökel / Antonia Sonnentag (TV Pforzheim / TSG Schwäbisch Gmünd)                                                                               |
| 1975/1976 | Süddeutsche Einzelmeisterschaft U14 | Damendoppel | 1     | Dorett Hökel / S. Hökel (TV Pforzheim) |
| 1976/1977 | Süddeutsche Einzelmeisterschaft U14 | Mixed       | 1     | Klaus Treitinger / Dorett Hökel (SV Fortuna Regensburg / TV Pforzheim)                                                                               |
| 1976/1977 | Süddeutsche Einzelmeisterschaft U14 | Dameneinzel | 1     | Dorett Hökel (TV Pforzheim) |
| 1976/1977 | Süddeutsche Einzelmeisterschaft U14 | Damendoppel | 1     | Dorett Hökel / Kümmel (TV Pforzheim / TSV Eningen)                                                                                                   |
| 1976/1977 | Deutsche Einzelmeisterschaft U14    | Damendoppel | 1     | Claudia Dorrenbach / Dorett Hökel (FC Langenfeld / TV Pforzheim)                                                                                     |
| 1977/1978 | Süddeutsche Einzelmeisterschaft U14 | Mixed       | 1     | Udo Schiffer / Dorett Hökel (TV Pforzheim) |
| 1977/1978 | Deutsche Einzelmeisterschaft U14    | Damendoppel | 1     | Dorett Hökel / Anke Jaskolla (TV Pforzheim / 1. BC Kassel)                                                                                           |
| 1977/1978 | Deutsche Einzelmeisterschaft U14    | Dameneinzel | 1     | Dorett Hökel (TV Pforzheim) |
| 1977/1978 | Deutsche Einzelmeisterschaft U14    | Mixed       | 1     | Mark Hoenike / Dorett Hökel (SG Walldorf / TV Pforzheim)                                                                                             |
| 1978/1979 | Süddeutsche Einzelmeisterschaft U18 | Dameneinzel | 1     | Dorett Hökel (TV Pforzheim) |
| 1978/1979 | Deutsche Einzelmeisterschaft U18    | Damendoppel | 1     | Dorett Hökel / Mechtild Hagemann (TV Pforzheim / SV Unkel)                                                                                           |
| 1978/1979 | Deutsche Einzelmeisterschaft U18    | Mixed       | 1     | Harald Klauer / Dorett Hökel (VfL Wolfsburg / TV Pforzheim)                                                                                          |
| 1979/1980 | Süddeutsche Einzelmeisterschaft     | Dameneinzel | 1     | Dorett Hökel (TV Pforzheim) |
| 1979/1980 | Deutsche Einzelmeisterschaft U16    | Damendoppel | 1     | Sonja Krüger / Dorett Hökel (Post SV Würzburg / TV Pforzheim)                                                                                        |
| 1981/1982 | Deutsche Einzelmeisterschaft U18    | Damendoppel | 2     | Dorett Hökel (TSB Schwäbisch Gmünd) / Christiane Russ (FC Langenfeld)                                                                                |
| 1981/1982 | Süddeutsche Einzelmeisterschaft     | Dameneinzel | 1     | Dorett Hökel (TV Pforzheim) |
| 1982/1983 | Deutsche Einzelmeisterschaft        | Damendoppel | 2     | Dorett Hökel / Mechtild Hagemann (1. DBC Bonn / TV Mainz-Zahlbach)                                                                                   |
| 1982/1983 | Deutsche Einzelmeisterschaft U22    | Mixed       | 2     | Ralf Reinhard (BC Eintracht Südring Berlin) / Dorett Hökel (TSB Schwäbisch Gmünd)                                                                    |
| 1983/1984 | Westdeutsche Einzelmeisterschaft    | Damendoppel | 1     | Dorett Hökel / Gabriele Splett (1. DBC im SSF Bonn)                                                                                                  |
| 1983/1984 | Deutsche Mannschaftsmeisterschaft   | Mannschaft  | 3     | 1. DBC Bonn (Karl-Heinz Zwiebler, Roland Maywald, Harald Klauer, Rolf Walbrück, Axel Schönfelder, Gabriele Splett, Eva-Maria Zwiebler, Dorett Hökel) |
| 1983/1984 | Deutsche Einzelmeisterschaft U22    | Damendoppel | 2     | Kirsten Schmieder (TB Rheinhausen) / Dorett Hökel (1. DBC Bonn)                                                                                      |
| 1984/1985 | Deutsche Mannschaftsmeisterschaft   | Mannschaft  | 2     | 1. DBC Bonn (Karl-Heinz Zwiebler, Roland Maywald, Harald Klauer, Hartmann, Eva-Maria Zwiebler, Dorett Hökel)                                         |
| 1985/1986 | Deutsche Mannschaftsmeisterschaft   | Mannschaft  | 2     | 1. DBC Bonn (Karl-Heinz Zwiebler, Harald Klauer, Armin Hartmann, Jörg Diehl, Eva-Maria Zwiebler, Dorett Hökel)                                       |
| 1986/1987 | Westdeutsche Einzelmeisterschaft    | Mixed       | 1     | Harald Rahn / Dorett Hökel (1. DBC im SSF Bonn) |
| 1986/1987 | Deutsche Einzelmeisterschaft        | Damendoppel | 3     | Elke Schrick / Dorett Hökel (1. DBC Bonn) |
| 1987/1988 | Westdeutsche Einzelmeisterschaft    | Mixed       | 1     | Harald Klauer / Dorett Hökel (1. DBC im SSF Bonn) |
| 1987/1988 | Deutsche Einzelmeisterschaft        | Damendoppel | 3     | Kerstin Ubben / Dorett Hökel (VfL 93 Hamburg / 1. DBC Bonn)                                                                                          |
| 1987/1988 | Deutsche Einzelmeisterschaft        | Mixed       | 3     | Harald Klauer / Dorett Hökel (1. DBC Bonn) |